# Лафосс, Шарль де
Шарль де Лафо́сс, Шарль Ла Фосс (фр. Charles de La Fosse; 15 июня 1636, Париж — 13 декабря 1716, Париж) — французский живописец, рисовальщик и гравёр академического направления. Ученик Шарля Лебрена, ведущий представитель позднего периода классицистического «большого стиля» эпохи царствования Людовика XIV, сторонник «рубенсистов» в «Споре о древних и новых», главной эстетической дискуссии XVII века. Академик (с 1673), профессор (с 1682), директор (с 1699) ректор (с 1702) и канцлер (с 1715) Королевской академии живописи и скульптуры в Париже.

## Жизнь и творчество
Шарль де Лафосс ещё в раннем возрасте стал помощником и учеником в мастерской первого живописца короля Шарля Лебрена. В 1650-х годах вместе с учителем работал над живописным оформлением духовной семинарии Сен-Сюльпис и отеля Ламбер в Париже. В 1658—1663 годах Лафосс, про совету Лебрена, путешествовал по Италии, жил в Риме, Парме и Венеции, изучал творчество старых мастеров.
После возвращения на родину Шарль де Лафосс, при поддержке Лебрена, получил заказы по художественному оформлению дворцов Тюильри и Версаля. В 1673 году, после представления картины «Похищение Прозерпины» (ныне в Лувре), де Лафосс стал членом Королевской академии живописи и скульптуры. С 1674 он — профессор, преподавал в парижской Школе изящных искусств. В картине «Похищение Прозерпины», как и в «Нахождении Моисея» (Лувр), заметно влияние изучения произведений Веронезе в Италии.
В 1689—1692 годах художник жил в Англии и по заказу лорда Монтегю оформлял интерьеры Монтегю-хаус на Блумсбери-сквер в Лондоне. Во второй раз де Лафосс был в Лондоне вместе с Жаком Руссо и Жаном-Батистом Моннуайе более двух лет. Король Вильгельм III тщетно пытался задержать его в Англии предложением украсить дворец Хэмптон-корт, но художник вернулся во Францию.
В 1707 году де Лафосс стал директором Королевской академии живописи и скульптуры в Париже, и с 1715 года — её канцлером.
Наиболее известными работами де Лафосса являются роспись купола церкви Дома инвалидов («Св. Людовик, полагающий свой меч к ногам Спасителя») в Париже и фрески Королевской капеллы Версальского дворца. Многие произведения были написаны им для различных церквей и монастырей. В последние годы своей жизни Лафосс выполнил много других важных работ в общественных зданиях и частных домах, в частности, в доме выдающегося коллекционера Пьера Кроза, под крышей которого он скончался 13 декабря 1716 года.
Его учеником был французский художник-баталист Шарль Парросель.
В санкт-петербургском Эрмитаже имеется пять картин Шарля де Лафосса.

## Галерея

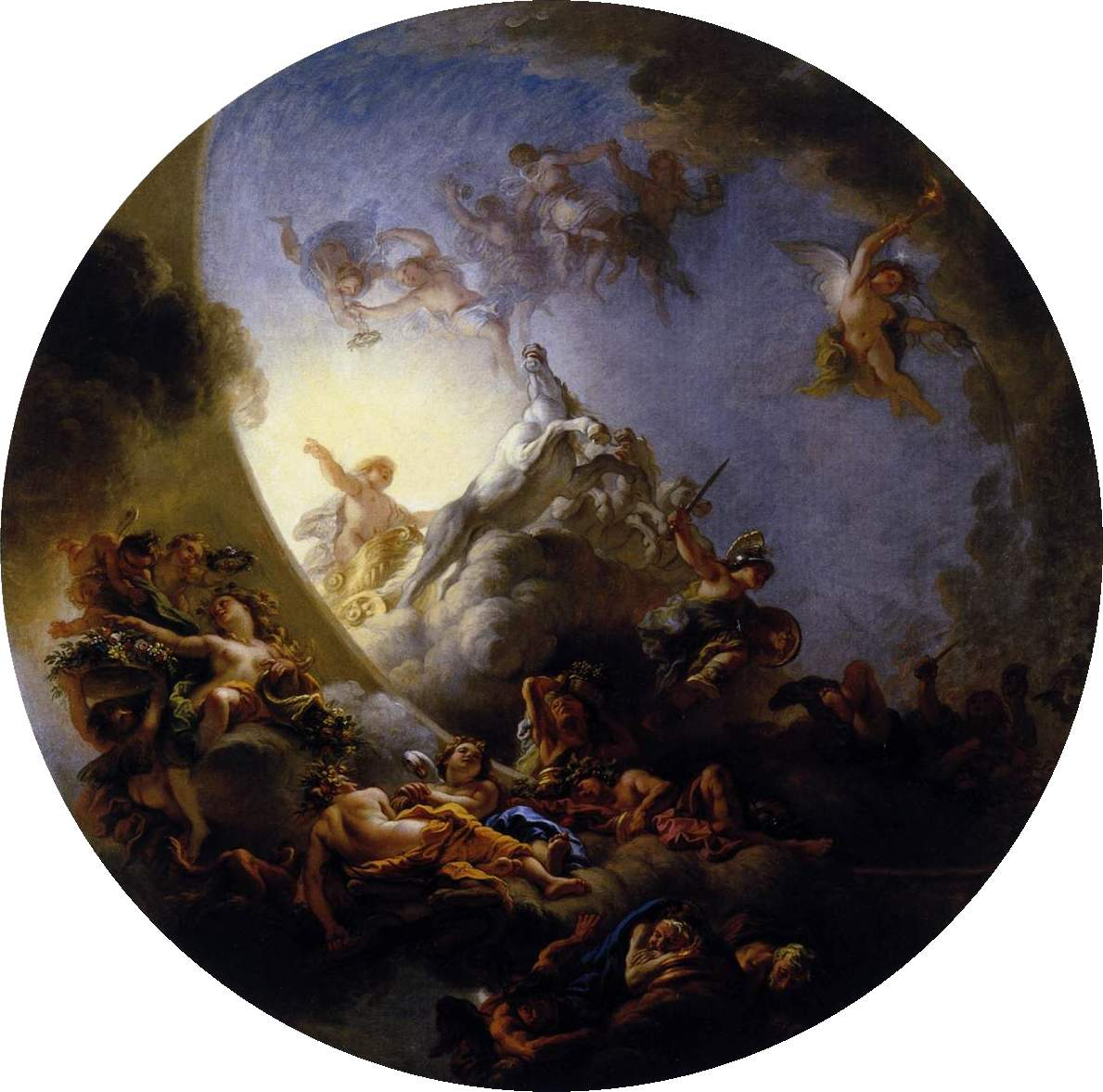
Восход солнца вместе с колесницей Аполлона. Ок. 1672. Холст, масло. Музей изящных искусств, Руан
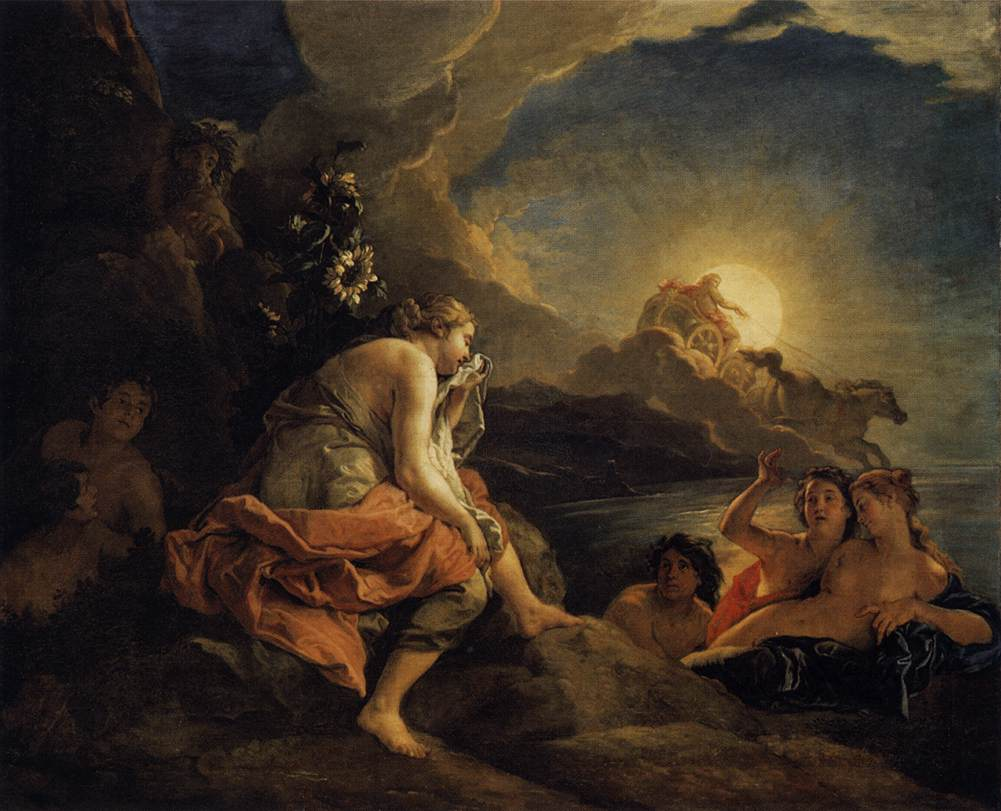
Клития, превращающаяся в цветок подсолнуха. 1688. Холст, масло. Большой Трианон, Версаль
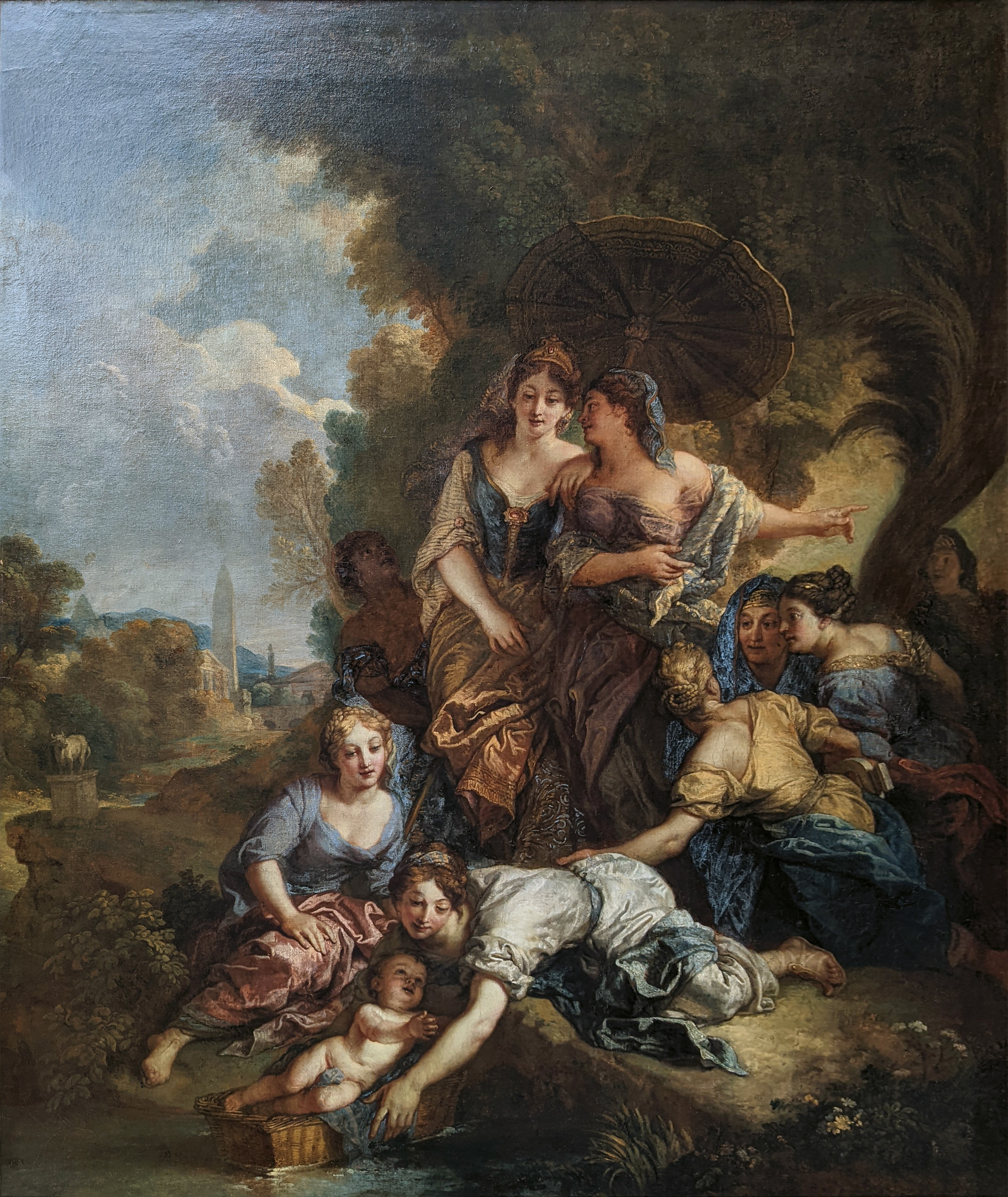
Нахождение Моисея. 1701. Холст, масло. Лувр, Париж
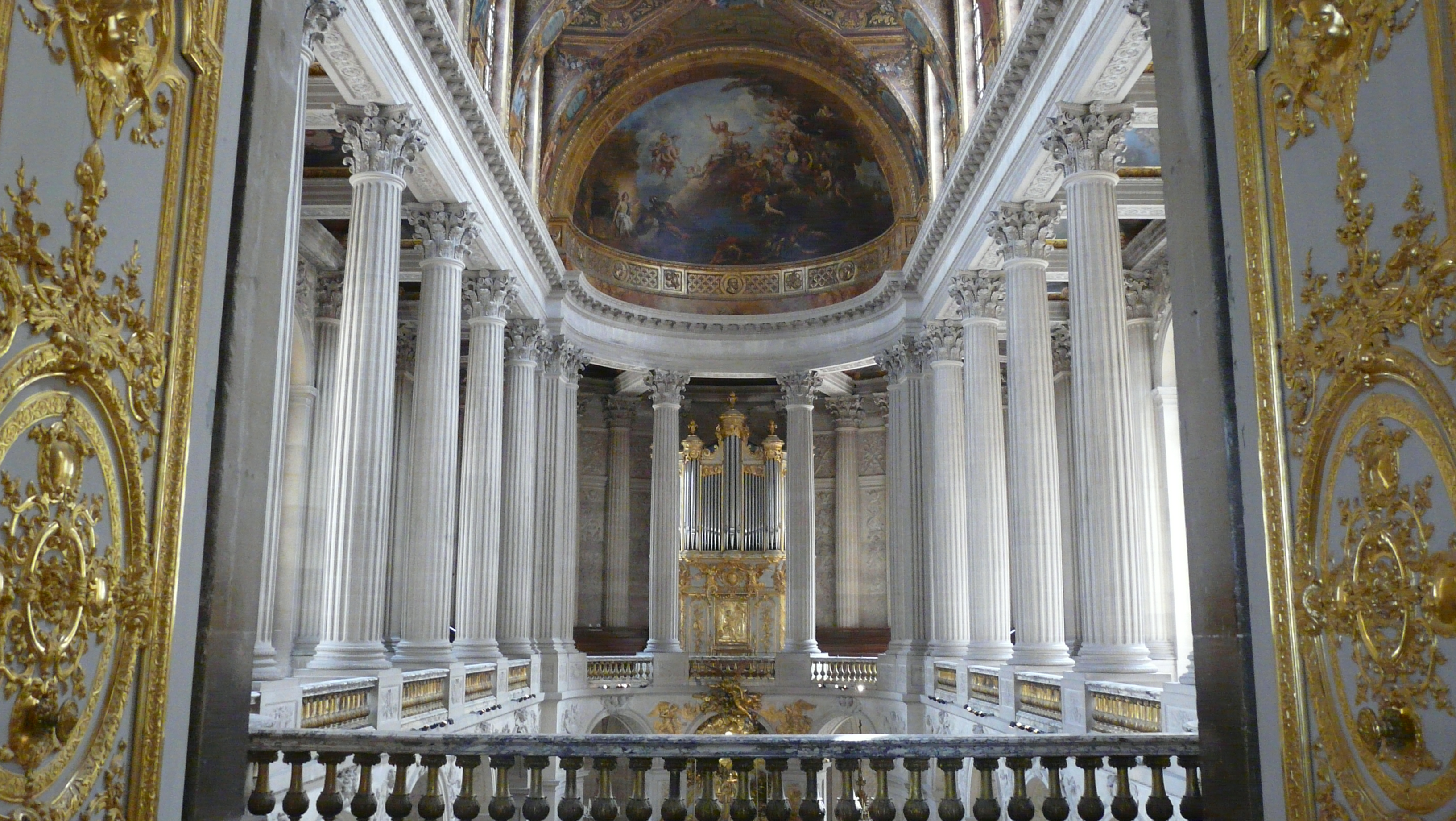
Королевская капелла в Версале. Роспись конхи «Христос во славе Воскресения»
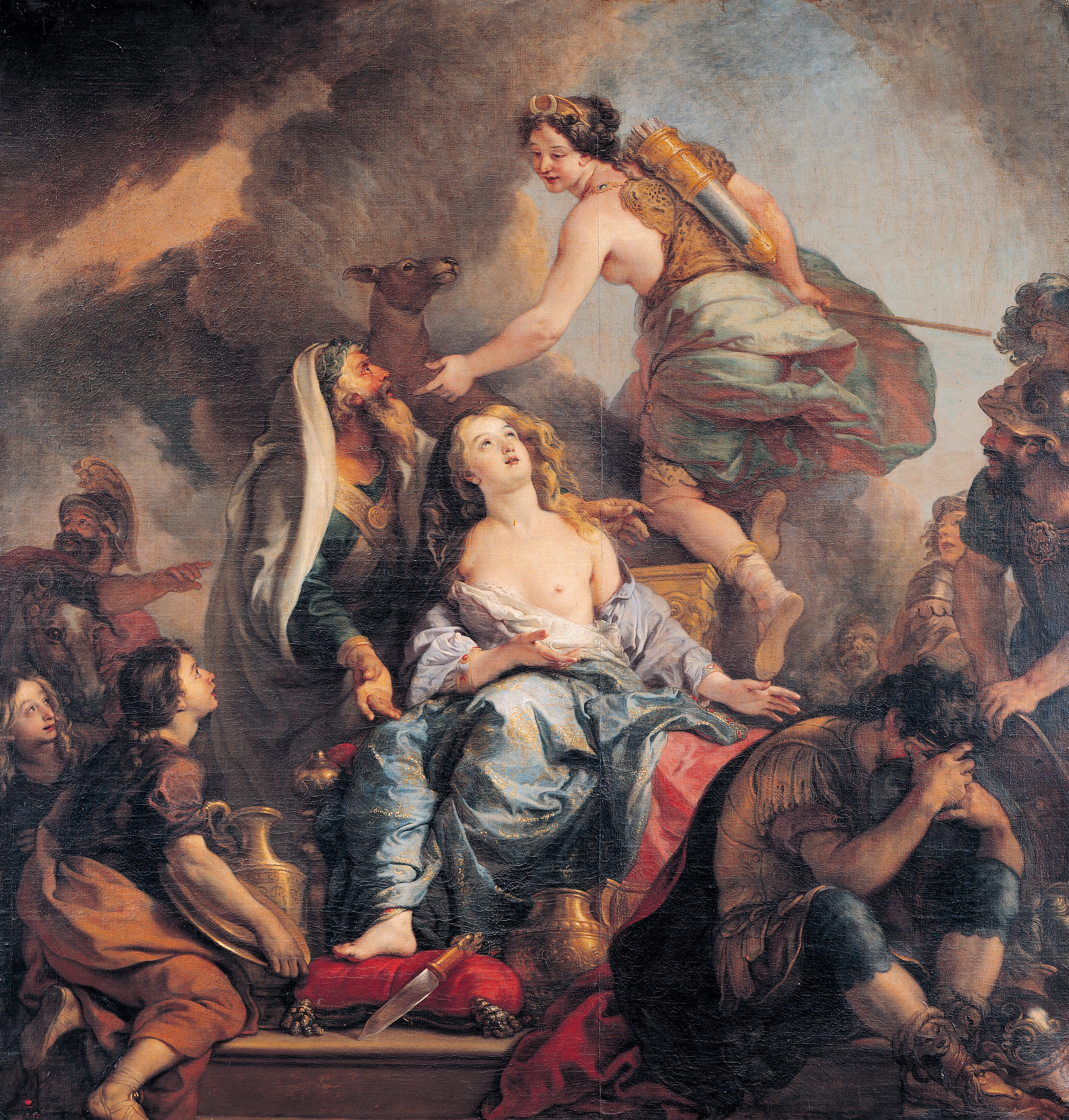
Жертвоприношение Ифигении. Между 1660 и 1680. Холст, масло. Версаль
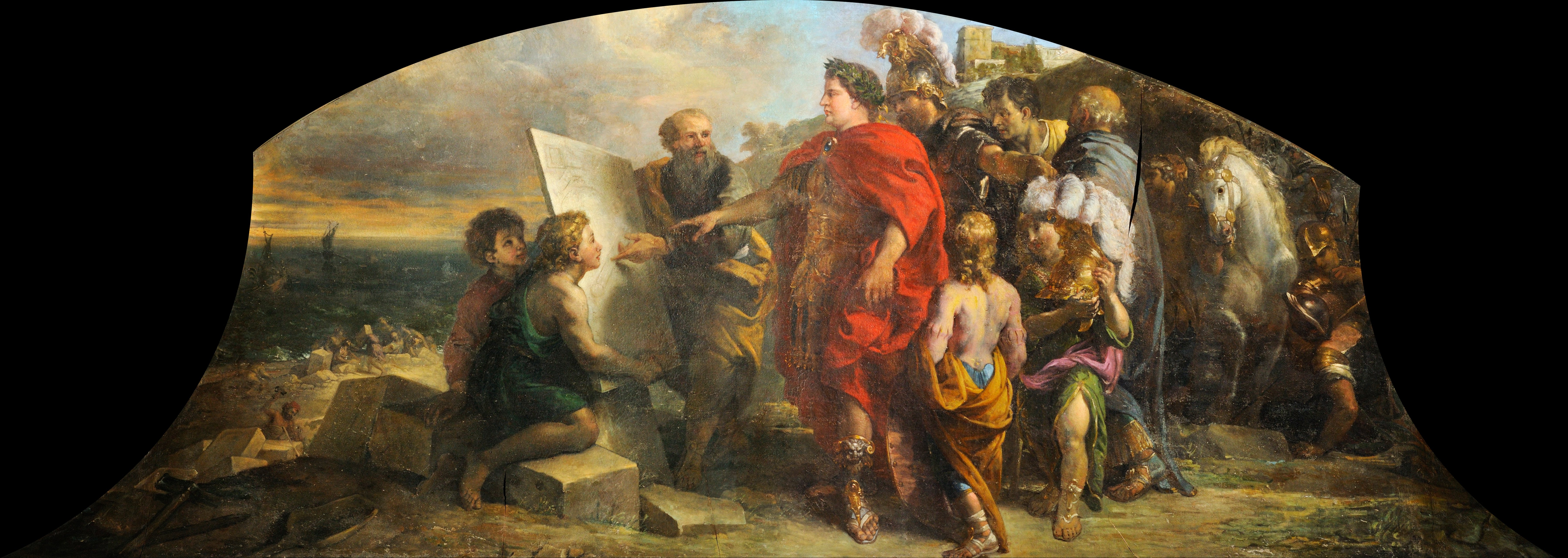
Август строит порт Мизено. 1672. Холст, масло. Версаль
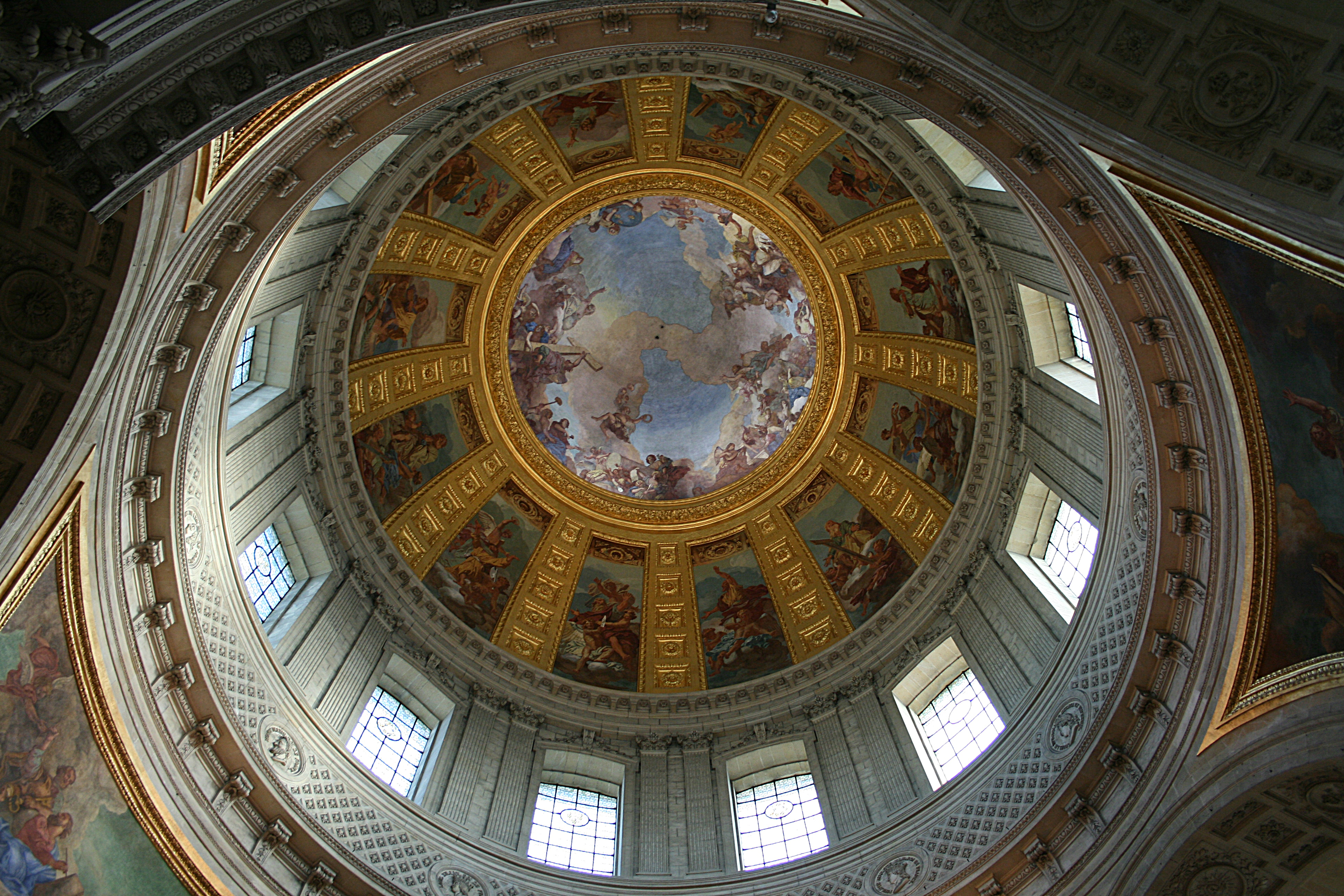
Святой Людовик, полагающий свой меч к ногам Спасителя. Роспись купола церкви Дома инвалидов, Париж
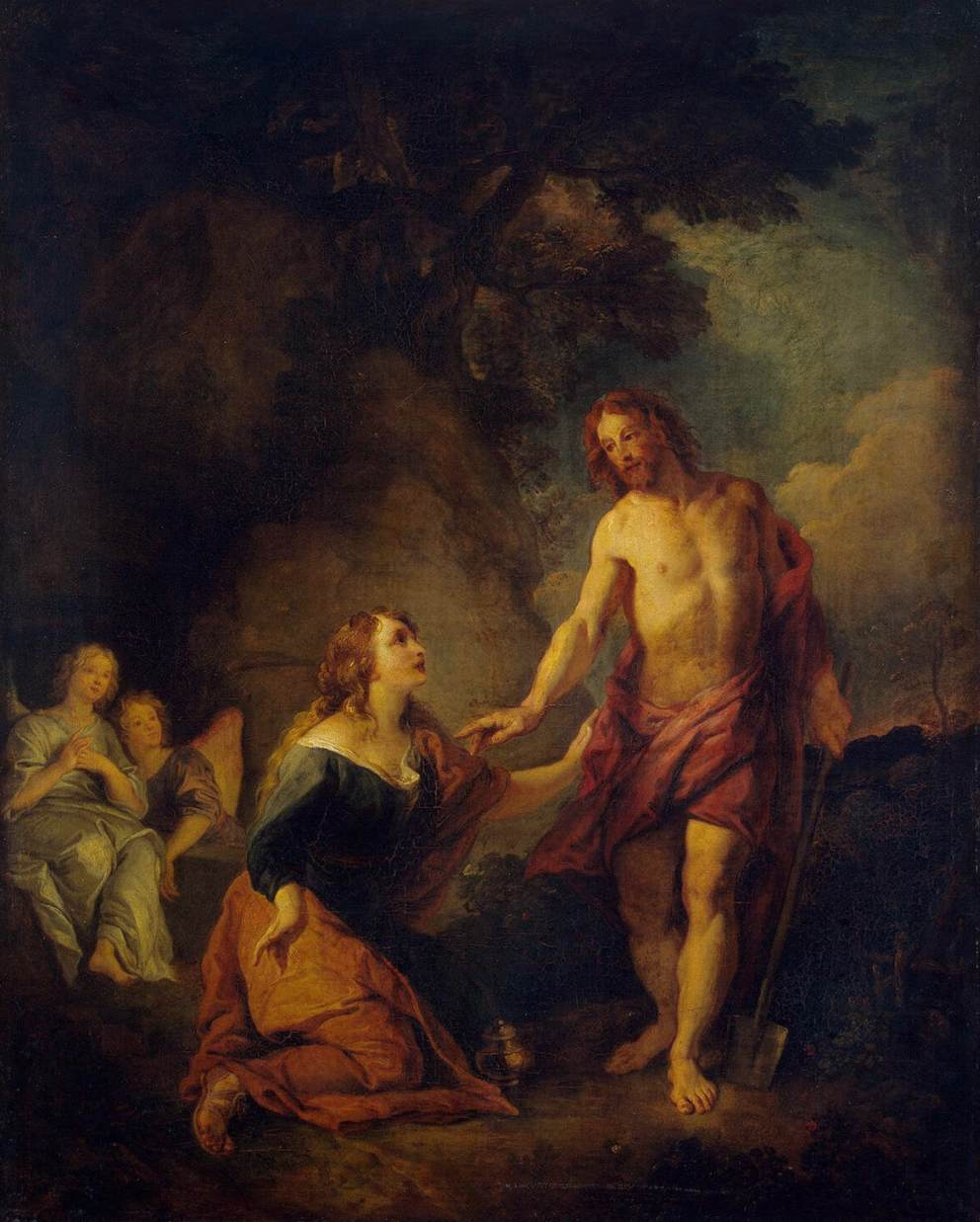
Noli me tangere (Не прикасайся ко Мне). Холст, масло. Государственный Эрмитаж, Санкт-Петербург